# Chise Ogawa
Chise Ogawa (japanisch 緒川 千世 Ogawa Chise, 17. Juli 1984) ist eine japanische Mangaka, die auch unter den Namen Shigeyoshi Takagi, Kyuushiki und Yoka publiziert.

## Werdegang und Werk
Chise Ogawa begann ihre Karriere unter dem Namen Shigeyoshi Takagi. Die erste von Ogawa kommerziell veröffentlichte Serie war, noch unter diesem Namen, Hana ni Arashi aus den Jahren 2005 bis 2006. In der Sammelausgabe erschienen auch zwei ältere Kurzgeschichten. Die romantische Komödie dreht sich um eine durchschnittliche Oberschülerin, die von einem reichsten 17-Jährigen Japans umworben wird. Es folgten viele weitere kurze Serien sowie Kurzgeschichten, die in Anthologien erschienen. Die meisten der Geschichten sind romantische Dramen oder Komödien. Viele davon erzählen über gleichgeschlechtliche Liebe zwischen Männern, sind also dem Genre Boys Love zuzuordnen. Ihre umfangreichste Serie ist Caste Heaven aus den Jahren 2015 bis 2021, das acht Bände erreichte. Der Boys Love dreht sich um eine Jungen-Oberschule, in der sich die Schüler in einem Kastensystem selbst organisieren. Der Manga wurde als erstes ihrer Werke ab 2016 auch ins Deutsche übersetzt. Wie einige ihrer kurzen Geschichten erschien die deutsche Ausgabe bei Tokyopop. In Japan verkauften sich die Bände jeweils über 20.000 Mal. Auch der Sammelband von Eine Geschichte von unendlicher Traurigkeit verkaufte sich 2015 etwa 17.000 Mal und gelangte damit in die Manga-Verkaufscharts.

## Bibliografie (Auswahl)
- Hana ni Arashi (花にアラシ, 2005–2006, 2 Bände)
- How I feel about you (世界は君で廻ってる Sekai wa Kimi de Mawatteru, 2006–2009, 1 Band)
- Hyakujū Kingdom (百獣キングダム, 2007–2009, 1 Band)
- Film Girl (2009, 2 Bände)
- Dich werde ich niemals lieben (このおれがおまえなんか好きなわけない Kono Ore ga Omae Nanka Suki na Wakenai, 2012, 1 Band)
- Let me be your Prisoner (王子の箱庭 Ōji no Hakoniwa, 2011–2012, 1 Band)
- Ein Spiel namens Liebe (誤算のハート Gosan no Heart, 2012–2013, 1 Band)
- Rakuda Tsukai to Ōji no Yoru (ラクダ使いと王子の夜, 2012–2013, 1 Band)
- Eine Liebesgeschichte voller Traurigkeit und Fehleinschätzungen (誤算で不幸な恋話 Gosan de Fukō na Koibanashi, 2012–2016, 1 Band)
- Eine Geschichte von unendlicher Traurigkeit (終わらない不幸についての話 Owaranai Fukō ni Tsuite no Hanashi, 2013–2015, 1 Band)
- Sore ga Sekai no Futsu ni Naru (それが世界のフツーになる, 2013, 3 Bände)
- Itsuka no Haru (いつかの青春, 2014, 1 Band)
- Caste Heaven (2015–2021, 8 Bände)
- Oita ga Sugiruwa Koneko-chan (おいたが過ぎるわ子猫ちゃん, 2015–2016, 1 Band)
- Aka no Theater (赤のテアトル, 2016–2017, 1 Band)
- Kyokkei Gakuen (極刑学園, 2017, 2 Bände)
- Boku no Papa ni natte kudasai (僕のパパになってください, 2019, 1 Band)
- Wie man der unendlichen Traurigkeit ein Ende bereitet (やまない不幸の終わらせ方 Yamanai Fukō no Owara Sekata, 2020, 1 Band)
- Vs. Love (2022–2024, 2 Bände)
- Blood Night Market (2023–2024, 3 Bände)